# Route 61 (Alberta)
La Route 61 est une route ouest / est du sud de l'Alberta. Elle débute à la jonction de la route 4 au nord de Stirling et prend fin à l'intersection avec la route 889 à l'est de Manyberries. Elle fait partie de la Red Coat Trail, une route historique située au nord de la frontière canado-américaine. La Red Coat Trail continue jusqu'en Saskatchewan via la route 889 et la route 501,.

## Intersections majeures
| Municipalité rurale / spécialisée | Ville       | km     | Destinations                    | Notes                                     |
| --------------------------------- | ----------- | ------ | ------------------------------- | ----------------------------------------- |
| Comté de Warner No 5              | Stirling    | 0,00   | AB-846 sud (1st Street)         | La Red Coat Trail suit l'AB-4 nord        |
| Comté de Warner No 5              | Stirling    | 0,00   | AB-4 – Lethbridge, Coutts       | La Red Coat Trail suit l'AB-4 nord        |
| Comté de Warner No 5              | Wrentham    | 23,50  | AB-36 – Taber, Warner           |                                           |
| Comté de Forty Mile No 8          |             | 52,20  | AB-877 nord – Grassy Lake       | Terminus ouest du multiplex avec l'AB-877 |
| Comté de Forty Mile No 8          | Skiff       | 55,20  | AB-877 sud                      | Terminus est du multiplex avec l'AB-877   |
| Comté de Forty Mile No 8          | Foremost    | 81,10  | AB-879 nord – Bow Island        | Terminus ouest du multiplex avec l'AB-879 |
| Comté de Forty Mile No 8          | Foremost    | 82,70  | AB-879 sud – Adne               | Terminus est du multiplex avec l'AB-879   |
| Comté de Forty Mile No 8          | Etzikom     | 108,20 | AB-885                          |                                           |
| Comté de Forty Mile No 8          | Orion       | 129,70 | AB-887 nord – Seven Persons     | Terminus ouest du multiplex avec l'AB-887 |
| Comté de Forty Mile No 8          |             | 136,80 | AB-887 sud                      | Terminus est du multiplex avec l'AB-887   |
| Comté de Forty Mile No 8          | Manyberries | 146,80 | AB-889 – Medicine Hat, Route 41 |                                           |
| - Terminus de multiplex           |             |        |                                 |                                           |